# Ro64-6198
Ro64-6198 je nociceptinski lek koji se koristi u naučnim istraživanjima. On deluje kao potentan i selektivan agonist nociceptinskog receptora (ORL-1), sa više od sto puta većom selektivnošću za taj receptor nego za druge opioidne receptore. On proizvodi anksiolitičke efekte u životinjskim studijama koji su ekvivalentni sa učinkom benzodiazepinskim lekovima, ali nema antikonvulzivno dejstvo i ne proizvodi bilo kakve uočljive promene ponašanja. Međutim, on utiče na kratkotrajnu memoriju, i sprečava stresom indukovanu anoreksiju. On takođe ima antitusivno dejstvo, i umanjuje nagrađujuće i analgetsko delovanje od morfina, mada ne sprečava razvoj zavisnosti. Bilo je pokazano da redukuje self-administraciju alkohola kod životinja i suzbija povraćaje u životinjskim modelima alkoholizma. ORL-1 agonisti možda mogu da nađu primenu u lečenju alkoholizma.